# First Division 1905-1906
La First Division 1905-1906 è stata la 18ª edizione della massima serie del campionato inglese di calcio, disputato tra il 2 settembre 1905 e il 30 aprile 1906 e concluso con la vittoria del Liverpool, al suo secondo titolo.
Capocannoniere del torneo è stato Walter White (Bolton) con 26 reti.

## Stagione

### Novità
Da questa stagione le squadre partecipanti salirono a 20.

### Aggiornamenti
Lo Small Heath cambiò denominazione in  Birmingham Football Club.

## Squadre partecipanti
| Club              | Stagione | Città               | Stadio               | Stagione precedente                   |
| ----------------- | -------- | ------------------- | -------------------- | ------------------------------------- |
| Aston Villa       | dettagli | Birmingham          | Villa Park           | 4º posto in First Division            |
| Birmingham City   | dettagli | Birmingham          | Muntz Street         | 7º posto in First Division            |
| Blackburn         | dettagli | Blackburn           | Ewood Park           | 13º posto in First Division           |
| Bolton            | dettagli | Bolton              | Burnden Park         | 2º posto in Second Division, promosso |
| Bury              | dettagli | Bury                | Gigg Lane            | 17º posto in First Division           |
| Derby County      | dettagli | Derby               | Baseball Ground      | 11º posto in First Division           |
| Everton           | dettagli | Liverpool           | Goodison Park        | 2º posto in First Division            |
| Liverpool         | dettagli | Liverpool           | Anfield              | 1º posto in Second Division, promosso |
| Manchester City   | dettagli | Manchester          | Hyde Road            | 3º posto in First Division            |
| Middlesbrough     | dettagli | Middlesbrough       | Ayresome Park        | 15º posto in First Division           |
| Newcastle Utd     | dettagli | Newcastle upon Tyne | St James' Park       | 1º posto in First Division            |
| Nottingham Forest | dettagli | Nottingham          | City Ground          | 16º posto in First Division           |
| Notts County      | dettagli | Nottingham          | Trent Bridge         | 18º posto in First Division           |
| Preston N.E.      | dettagli | Preston             | Deepdale             | 8º posto in First Division            |
| Sheffield Utd     | dettagli | Sheffield           | Bramall Lane         | 6º posto in First Division            |
| Sheffield Weds    | dettagli | Sheffield           | Hillsborough Stadium | 9º posto in First Division            |
| Stoke City        | dettagli | Stoke-on-Trent      | Victoria Ground      | 12º posto in First Division           |
| Sunderland        | dettagli | Sunderland          | Roker Park           | 5º posto in First Division            |
| Wolverhampton     | dettagli | Wolverhampton       | Molineux Stadium     | 14º posto in First Division           |
| Woolwich Arsenal  | dettagli | Londra              | Manor Ground         | 10º posto in First Division           |

## Classifica finale
|       | Pos. | Squadra           | Pt | G  | V  | N  | P  | GF | GS | Med   |
| ----- | ---- | ----------------- | -- | -- | -- | -- | -- | -- | -- | ----- |
|       | 1.   | Liverpool         | 51 | 38 | 23 | 5  | 10 | 79 | 46 | 1.717 |
|       | 2.   | Preston N.E.      | 47 | 38 | 17 | 13 | 8  | 54 | 39 | 1.385 |
|       | 3.   | Sheffield Weds    | 44 | 38 | 18 | 8  | 12 | 63 | 52 | 1.212 |
|       | 4.   | Newcastle Utd     | 43 | 38 | 18 | 7  | 13 | 74 | 48 | 1.542 |
|       | 5.   | Manchester City   | 43 | 38 | 19 | 5  | 14 | 73 | 54 | 1.352 |
|       | 6.   | Bolton            | 41 | 38 | 17 | 7  | 14 | 81 | 67 | 1.209 |
|       | 7.   | Birmingham City   | 41 | 38 | 17 | 7  | 14 | 65 | 59 | 1.102 |
|       | 8.   | Aston Villa       | 40 | 38 | 17 | 6  | 15 | 72 | 56 | 1.286 |
|       | 9.   | Blackburn         | 40 | 38 | 16 | 8  | 14 | 54 | 52 | 1.038 |
|       | 10.  | Stoke City        | 39 | 38 | 16 | 7  | 15 | 54 | 55 | 0.982 |
| [ 2 ] | 11.  | Everton           | 37 | 38 | 15 | 7  | 16 | 70 | 66 | 1.061 |
|       | 12.  | Woolwich Arsenal  | 37 | 38 | 15 | 7  | 16 | 62 | 64 | 0.969 |
|       | 13.  | Sheffield Utd     | 36 | 38 | 15 | 6  | 17 | 57 | 62 | 0.919 |
|       | 14.  | Sunderland        | 35 | 38 | 15 | 5  | 18 | 61 | 70 | 0.871 |
|       | 15.  | Derby County      | 35 | 38 | 14 | 7  | 17 | 39 | 58 | 0.672 |
|       | 16.  | Notts County      | 34 | 38 | 11 | 12 | 15 | 55 | 71 | 0.775 |
|       | 17.  | Bury              | 32 | 38 | 11 | 10 | 17 | 57 | 74 | 0.770 |
|       | 18.  | Middlesbrough     | 31 | 38 | 10 | 11 | 17 | 56 | 71 | 0.789 |
|       | 19.  | Nottingham Forest | 31 | 38 | 13 | 5  | 20 | 58 | 79 | 0.734 |
|       | 20.  | Wolverhampton     | 23 | 38 | 8  | 7  | 23 | 58 | 99 | 0.586 |

Legenda:
      Campione d'Inghilterra.
      Retrocessa in Second Division.
Regolamento:
Due punti a vittoria, uno a pareggio, zero a sconfitta.
A parità di punti le squadre venivano classificate secondo il quoziente reti.

## Risultati

### Tabellone
|                   | Ast  | Bir  | Bla  | Bol  | Bry  | Der  | Eve  | Liv  | MaC  | Mid  | New  | NmF  | NtC  | Pre  | ShU  | ShW  | Sto  | Sun  | Wol  | Woo  |
| ----------------- | ---- | ---- | ---- | ---- | ---- | ---- | ---- | ---- | ---- | ---- | ---- | ---- | ---- | ---- | ---- | ---- | ---- | ---- | ---- | ---- |
| Aston Villa       | –––– | 1-3  | 0-1  | 1-1  | 3-3  | 6-0  | 4-0  | 5-0  | 2-1  | 4-1  | 0-3  | 3-1  | 2-1  | 0-1  | 4-1  | 3-0  | 3-0  | 2-1  | 6-0  | 2-1  |
| Birmingham        | 2-0  | –––– | 3-0  | 2-5  | 0-3  | 3-1  | 1-0  | 1-0  | 3-2  | 7-0  | 0-1  | 5-0  | 4-2  | 1-1  | 2-0  | 5-1  | 2-0  | 3-0  | 3-3  | 2-1  |
| Blackburn         | 1-1  | 5-1  | –––– | 4-1  | 3-0  | 3-0  | 1-2  | 0-0  | 1-1  | 1-1  | 1-0  | 1-1  | 1-3  | 1-2  | 2-1  | 1-0  | 3-0  | 0-3  | 3-1  | 2-0  |
| Bolton            | 4-1  | 0-1  | 1-0  | –––– | 4-0  | 5-0  | 3-2  | 3-2  | 1-3  | 2-1  | 1-1  | 6-0  | 2-0  | 1-2  | 1-2  | 1-0  | 1-2  | 6-2  | 3-2  | 6-1  |
| Bury              | 0-1  | 1-0  | 5-0  | 2-1  | –––– | 0-2  | 3-2  | 0-0  | 2-4  | 1-1  | 1-4  | 2-1  | 0-0  | 1-1  | 2-5  | 2-2  | 3-0  | 3-1  | 0-1  | 2-0  |
| Derby County      | 1-0  | 0-0  | 1-2  | 0-1  | 3-1  | –––– | 0-0  | 0-3  | 1-2  | 1-1  | 2-1  | 2-2  | 1-1  | 3-0  | 1-0  | 2-1  | 1-0  | 1-0  | 2-0  | 5-1  |
| Everton           | 4-2  | 1-2  | 3-2  | 3-1  | 1-2  | 2-1  | –––– | 4-2  | 0-3  | 4-1  | 1-2  | 4-1  | 6-2  | 1-0  | 3-2  | 2-0  | 0-3  | 3-1  | 2-2  | 0-1  |
| Liverpool         | 3-0  | 2-0  | 1-3  | 2-2  | 3-1  | 4-1  | 1-1  | –––– | 0-1  | 6-1  | 3-0  | 4-1  | 2-0  | 1-1  | 3-1  | 2-1  | 3-1  | 2-0  | 4-0  | 3-0  |
| Manchester City   | 1-4  | 4-1  | 1-1  | 3-1  | 5-2  | 1-2  | 1-0  | 0-1  | –––– | 4-0  | 1-4  | 5-0  | 5-1  | 0-0  | 1-2  | 2-1  | 2-0  | 5-1  | 4-0  | 1-2  |
| Middlesbrough     | 1-2  | 1-0  | 1-1  | 4-4  | 5-1  | 0-1  | 0-0  | 1-5  | 6-1  | –––– | 1-0  | 2-0  | 4-1  | 1-2  | 0-1  | 2-2  | 5-0  | 2-1  | 3-1  | 2-0  |
| Newcastle Utd     | 3-1  | 2-2  | 3-0  | 2-1  | 3-1  | 0-1  | 4-2  | 2-3  | 2-2  | 4-1  | –––– | 3-2  | 3-1  | 1-0  | 2-1  | 0-3  | 5-0  | 1-1  | 8-0  | 1-1  |
| Nottingham Forest | 2-2  | 2-1  | 1-2  | 4-0  | 3-2  | 0-0  | 4-3  | 1-2  | 0-1  | 2-1  | 2-1  | –––– | 1-2  | 1-0  | 4-1  | 3-4  | 3-1  | 1-2  | 3-1  | 3-1  |
| Notts County      | 2-1  | 0-0  | 1-1  | 3-3  | 2-2  | 1-0  | 0-0  | 3-0  | 3-0  | 1-1  | 1-0  | 1-1  | –––– | 2-2  | 2-3  | 1-3  | 1-1  | 4-1  | 5-2  | 1-0  |
| Preston           | 2-0  | 3-0  | 2-1  | 3-0  | 1-0  | 3-1  | 1-1  | 1-2  | 2-0  | 2-1  | 0-0  | 3-1  | 4-1  | –––– | 1-1  | 0-1  | 2-0  | 1-1  | 3-2  | 2-2  |
| Sheffield Utd     | 1-1  | 3-0  | 0-2  | 5-2  | 1-1  | 1-0  | 3-2  | 1-2  | 1-3  | 1-0  | 2-0  | 1-4  | 1-0  | 0-0  | –––– | 0-2  | 1-1  | 4-1  | 4-1  | 3-1  |
| Sheffield Weds    | 2-2  | 4-2  | 0-1  | 1-2  | 1-1  | 1-0  | 3-1  | 3-2  | 1-0  | 3-0  | 1-1  | 1-0  | 3-1  | 1-1  | 1-0  | –––– | 2-0  | 3-3  | 5-1  | 4-2  |
| Stoke City        | 0-1  | 2-2  | 3-0  | 1-2  | 4-2  | 2-2  | 2-2  | 2-1  | 0-0  | 1-1  | 1-0  | 4-0  | 3-0  | 3-0  | 2-1  | 4-0  | –––– | 1-0  | 4-0  | 2-1  |
| Sunderland        | 2-0  | 3-1  | 3-0  | 3-3  | 0-3  | 2-0  | 2-1  | 1-2  | 2-0  | 2-1  | 3-2  | 0-1  | 1-3  | 2-0  | 2-0  | 2-0  | 1-0  | –––– | 7-2  | 2-2  |
| Wolverhampton     | 4-1  | 0-0  | 2-1  | 2-0  | 2-2  | 7-0  | 2-5  | 0-2  | 2-3  | 0-0  | 0-2  | 2-1  | 6-1  | 2-3  | 1-1  | 0-0  | 1-2  | 5-2  | –––– | 0-2  |
| Woolwich Arsenal  | 2-1  | 5-0  | 3-2  | 0-0  | 4-0  | 1-0  | 1-2  | 3-1  | 2-0  | 2-2  | 4-3  | 3-1  | 1-1  | 2-2  | 5-1  | 0-2  | 1-2  | 2-0  | 2-1  | –––– |